# روز هلالی
روز هلالی (انگلیسی: Synodic day) که دوره چرخش هلالی یا روز خورشیدی نیز نامیده می‌شود، به دوره‌ای گفته می‌شود تا یک جرم آسمانی برای یک بار نسبت به ستاره‌ای که آن جسم در مدار خود به دور آن ستاره در حال گردش است، چرخش کند. روز هلالی پایه و اساس زمان خورشیدی است.
روز هلالی با زمان نجومی که یک چرخش کامل نسبت به ستاره‌های دور است، تفاوت دارد. طول زمان نجومی با مدت زمان یک روز هلالی متفاوت است، زیرا گردش انتقالی جرم به دور ستاره مادرش باعث می‌شود که یک «روز» واحد نسبت به یک ستاره بگذرد، حتی اگر آن جرم آسمانی به دور خود نچرخد.